# Квадрангл Coprates

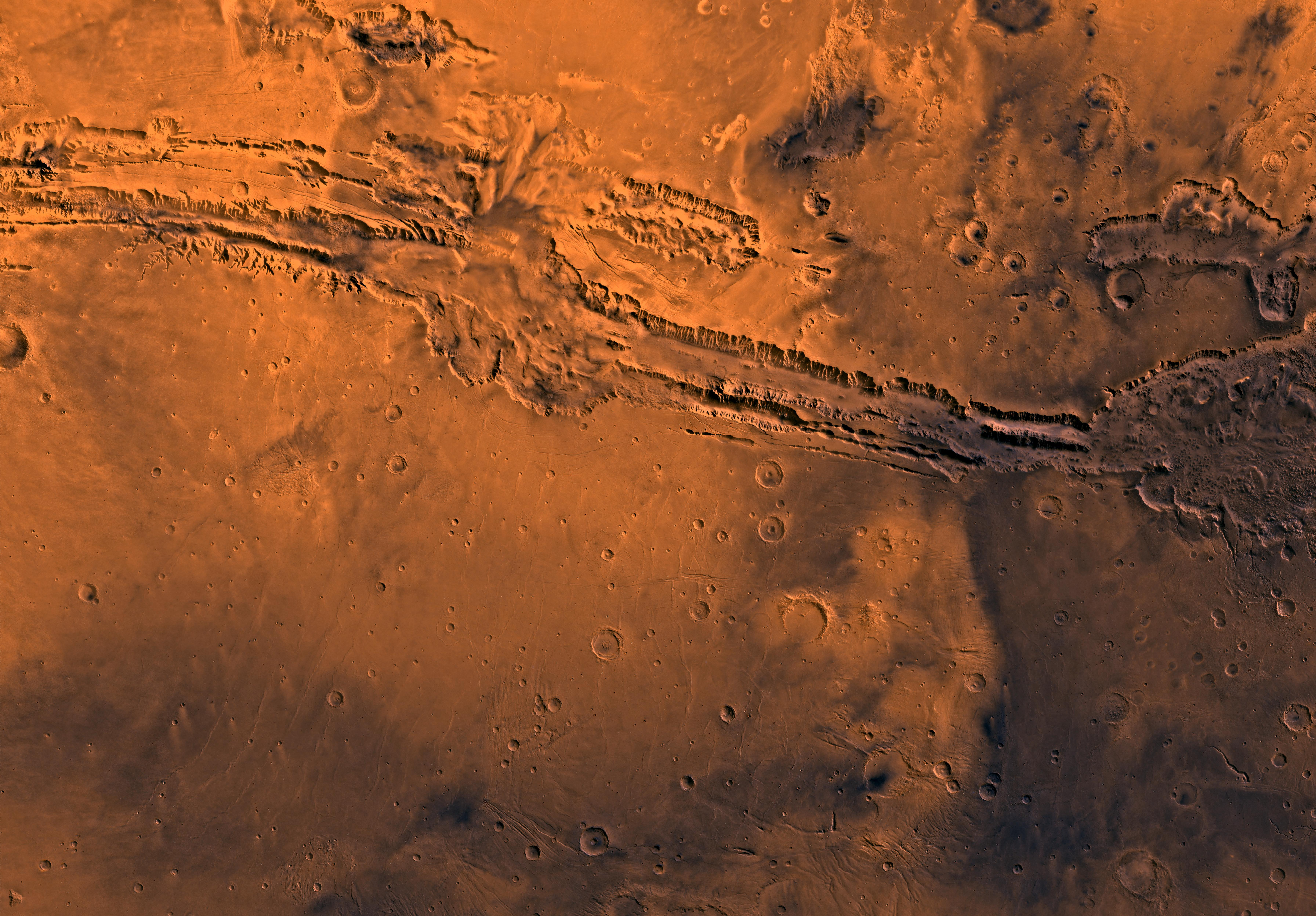
Знімок квадрангла Coprates (MC-18). Чітка система каньйонів Valles Marineris перетинає середньо побиті кратерами і помережані розломами кряжисті височини у південній частині.

Квадрангл Coprates — це одна із серії з 30 квадранглових мап Марса, які використовує Дослідницька астрогеологічна програма Геологічної служби США (USGS). Квадрангл Coprates ще називають MC-18 (Mars Chart-18). Цей квадрангл містить частини багатьох класичних регіонів Марса: Sinai Planum, Solis Planum, Thaumasia Planum, Lunae Planum, Noachis Terra, і Xanthe Terra.
Квадрангл Coprates простягається з 45° до 90° західної довготи та від 0° до 30° південної широти планети Марс. Квадрангл відомий тим, що в ньому перебуває «Великий каньйон Марса» — система каньйонів Valles Marineris. На території квадрангла існують ознаки води, а саме — древні річкові долини і мережі потокових каналів, що проявляються як інвертований рельєф та озера всередині Valles Marineris.

## Походження назви
Coprates — це назва телескопної деталі альбедо, розташованої за координатами 15° пд. ш. та 60° зх. д. на планеті Марс. Свою назву вона отримала від річки Копратес — стародавньої назви річки, тепер відомої як Дез, яка є притокою річки Карун у сучасному Ірані. Гирла річки Карун впадають у Шатт-аль-Араб поблизу Перської затоки. Назва деталі альбедо була затверджена Міжнародним астрономічним союзом (МАС) 1958 року.

## Система каньйонів Valles Marineris
Valles Marineris — це найбільша система каньйонів у Сонячній системі; цей величезний каньйон, якби був на Землі, то простягався б через всю територію США. Valles Marineris («Долини Марінера») — це назва усієї системи каньйонів. Починаючись на заході з Noctis Labyrinthus у квадранглі Phoenicis Lacus, система каньйонів закінчується каньйонами Capri та Eos на півдні, у квадранглі Margaritifer Sinus. Термін «chasma» використовується Міжнародним астрономічним союзом на позначення видовжених депресій із стрімкими краями. Valles Marineris було відкрито і найменовано на честь місії Марінер-9. На схід від Noctis Labyrinthus, каньйон поділяється на два розломи, Tithonium Chasma та Ius Chasma (на півдні). Посередині системи розташовані дві дуже широкі долини — Ophir Chasma (на півночі), Candor Chasma, і Melas Chasma (на півдні). Ще далі на схід можна побачити каньйон Coprates. Наприкінці Coprates Chasma долина стає ширшою, і переходить у Capri Chasma на півночі та Eos Chasma на півдні. Стіни каньйонів часто мають багато шарів. Дно деяких каньйонів містить значні відкладення нашарованих порід. Деякі дослідники вважають, що ці шари утворилися ще тоді, коли ці каньйони були заповнені водою. Ці каньйони є дуже глибокими та довгими. Подекуди вони сягають 8-10 кілометрів у глибину. Для порівняння, Великий каньйон на Землі має глибину лише 1.6 км.
У дослідженні, опублікованому в журналі «Геологія» в серпні 2009, група науковців під керівництвом Джона Адамса з Університету Вашингтона у Сіетлі висловила припущення, що система Vallis Marineris утворилася внаслідок гігантського западання поверхні, спричиненого нагріванням солей, результатом якого стало вивільнення водних потоків, які, несучи мул, стали покидати цей регіон, рухаючись підземними каналами. Одним із фактів, що свідчать на користь цієї теорії, є наявність сульфатних солей у цій місцевості. Ці солі містять воду, що вивільняється під час нагрівання. Саме по собі нагрівання могло бути викликане вулканічними процесами. Зрештою, поблизу розташовані декілька величезних вулканів. Інші вчені висловлювали також інші ідеї, що могли б пояснити походження цієї системи каньйонів.
| |
| Мапа квадрангла Coprates, що демонструє деталі Valles Marineris — найбільшої системи каньйонів у Сонячній системі. Деякі каньйони колись могли бути наповнені водою. |

| |
| Melas Chasma, знімок THEMIS. Клацніть на знімку, щоб побачити співвідношення між Melas Chasma та іншими деталями. |

| |
| Стрімчак на плато Candor Chasma, знімок THEMIS. Клацніть на знімку, щоб побачити співвідношення з іншими деталями у квадранглі Coprates. |

| |
| Стрімчак на північній стіні Ganges Chasma, знімок THEMIS. Клацніть на знімку, щоб побачити співвідношення з іншими деталями у квадранглі Coprates. |

## Внутрішні нашарування відкладень і сульфати
Частини дна каньйонів Candor Chasma та Juventae Chasma містять нашарування відкладень, які отримали означення внутрішніх нашарованих відкладень (ILD, від interior layered deposits) та екваторіальних нашарованих відкладень. Ймовірно, що ці шари сформувались, коли вся ця територія була величезним озером. Однак для пояснення походження цих утворень висувалися й інші теорії.  Структурне й геологічне мапування західного каньйону Candor, презентоване в березні 2015 року, показало, що відкладення на дні Candor Chasma є відкладами з басейновим наповненням, процес накопичення яких відбувався в плайя-подібному середовищі; таким чином, можна з певністю сказати, що в цьому процесі брала участь вода в рідкому стані.
Деякі місця на Марсі містять відкладення гідрованих сульфатів, включно з внутрішніми нашарованими відкладеннями. Процес формування сульфатів вимагає присутності води. Космічний апарат Mars Express Європейської космічної агенції виявив ймовірні ознаки присутності сульфатів епсоміт та кізерит. Науковці хотіли б відправити роботизовані місії, щоб дослідити ці місця.
Було виявлено, що ці відкладення містять оксиди заліза у формі кристалічного сірого гематиту.

## Шари
Зображення порід у стінах каньйонів майже завжди показують шари. Деякі шари виглядають міцнішими, аніж інші. На зображенні Ganges Chasma нижче можна побачити, що вищі, світлі відкладення зазнають ерозії значно швидше, аніж нижчі, темніші шари. Деякі скелі на Марсі мають незначну кількість темніших шарів, які випинаються та часто розламуються на великі шматки; вважається, що ці шари є твердими вулканічними породами, тоді як світлі є м'якими відкладеннями вулканічного попелу. Приклад твердих шарів показано нижче на зображенні шарів у стіні каньйону в Coprates — на знімку, виконаному космічним апаратом Mars Global Surveyor.  Через свою близькість до вулканічного регіону Тарсис, ці шари порід, ймовірно, утворені з нашарувань потоків лави, можливо змішаних з відкладеннями вулканічного попелу, які випадали з повітря після масштабних вивержень. Дуже ймовірно, що нашарування порід у стінках зберігають інформацію про тривалу геологічну історію Марса. Темне забарвлення деяких шарів могло бути спричинене потоками темної лави. Темні вулканічні базальтові породи поширені на Марсі. Натомість світлі відкладення могли утворитися на місці річок, озер, випадання вулканічного попелу чи відкладень піску або пилу, навіяних вітром. Марсоходи виявили, що світлі породи містять сульфати. Зважаючи на те, що вони могли сформуватися у водному середовищі, сульфатні відкладення становлять значний інтерес для науковців, оскільки вони можуть містити сліди стародавнього життя. Спектрограф CRISM, що на космічному апараті Mars Reconnaissance Orbiter, виявив опаловий кремнезем у деяких шарах вздовж і в межах системи каньйонів Valles Marineris. Оскільки поряд з цими відкладеннями опалового кремнезему іноді знаходили також сульфати заліза, вважається, що ці два типи відкладень формувались за участі кислотної рідини.
|                                      |
| Шари у Ganges Chasma, знімок HiRISE. |

| |
| Шари у стінці каньйону в Coprates, знімок виконано апаратом Mars Global Surveyor в рамках програми MOC Public Targeting. |

| |
| Широкий вид на шари у стіні Valles Marineris, знімок виконано камерою HiRISE в рамках програми HiWish. |

|                                                                                                  |
| Шари в стіні Valles Marineris зблизька. Знімок виконано камерою HiRISE в рамках програми HiWish. |

|                                                                                          |
| Частина стіни Valles Marineris. Знімок виконано камерою HiRISE в рамках програми HiWish. |

| |
| Частина попереднього знімка стіни Valles Marineris зблизька. Знімок виконано камерою HiRISE в рамках програми HiWish. |

| |
| Шари в розломі на південь від Ius Chasma. Знімок виконано камерою HiRISE в рамках програми HiWish. |

| |
| Шари в розломі на південь від Ius Chasma зблизька. Знімок виконано камерою HiRISE в рамках програми HiWish. Примітка: це — збільшення попереднього зображення, виконане за допомогою HiView. |

| |
| Шари в Долині монументів. Вважається, що вони сформувалися, принаймні частково, в результаті відкладень у водному середовищі. Оскільки Марс має такі ж шари, водне середовище вважається основною причиною утворення шарів на Марсі. |

|                                                                                          |
| Шари на заході від Juventae Chasma, знімок HiRISE. Лінія масштабу відповідає 500 метрам. |

| |
| Кратер Орсон Веллс, знімок HiRISE. Нашаровані, світлі породи, наче розташовані під темнішим мантійним матеріалом. Ці шари можуть бути утворені з піщаника, вулканічного попелу чи донних відкладень у водоймах. |

| |
| Розлом Corprates Chasma, знімок HiRISE. Скелясті шари можуть складатись із вулканічних, озерних та/або вітряних відкладень, що накопичилися у Valles Marineris. |

| |
| Шари в кратері Річі, знімок HiRISE. Темний горішній шар видається стійким до ерозії, тоді як білий середній шар є слабким. Клацніть на зображенні, щоб розгледіти більше деталей. Лінія масштабу відповідає 500 метрам. |

|                                         |
| Світлі шари в Eos Chaos, знімок HiRISE. |

| |
| Два види на нашарування відкладень у Melas Chasma, знімок HiRISE. Територія на знімку зліва пролягає на північ від території, зображеної справа. Масштаб знімків різний. Клацніть на зображенні, щоб розглянути деталі шарів. |

|                                         |
| Шари в Tithonium Chasma, знімок HiRISE. |

| |
| Шари і темні дюни на дні кратера. Знімок виконано камерою HiRISE в рамках програми HiWish. Підземні води в кратері могли піднятися і зацементувати відкладення за допомогою мінералів. |

| |
| Широкий вид на шари на південь від Ius Chasma. Знімок виконано камерою HiRISE в рамках програми HiWish. |

| |
| Шари на південь від Ius Chasma зблизька. Знімок виконано камерою HiRISE в рамках програми HiWish. Примітка: це — збільшення попереднього широкого виду. |

| |
| Шари на південь від Ius Chasma зблизька. Знімок виконано камерою HiRISE в рамках програми HiWish. Примітка: це — збільшення попереднього широкого виду. |

## Herbes Chasma та гідровані відкладення
Herbes Chasma, велика закрита долина, колись могла містити воду. Тут було знайдено гідровані мінерали. Вважається, що масштабні підземні джерела ґрунтових вод у різні часи проривалися на поверхню та утворювали світлі відкладення. Дехто припускає, що тут можна виявити живі або скам'янілі форми життя, оскільки ці відкладення є порівняно молодими.

## Nirgal Vallis і осушення поверхні
Nirgal Vallis є однією з найдовших мереж долин на Марсі. Вона така велика, що займає понад один квадрангл. Науковці не знають, як формувались стародавні річкові долини. Є ознаки того, що замість дощу чи снігу, вода, яка формувала ці долини, походила з-під поверхні. Одним із запропонованих механізмів є осушування поверхні. під час осушення поверхня просто позбувається води, яка міститься під нею. Таке просочування води поширене в деяких пустельних місцевостях на південному заході Америки. Просочування ґрунтових вод формує алькови та обрубки приток. Ці деталі видно на зображенні Nigal Vallis нижче, виконано камерою THEMIS, що на космічному апараті Mars Odyssey.
Вода з Nirgal Vallis зробила свій внесок у великий потік, який проходив через вал кратера Голден і допомогла утворити озеро в цьому кратері. За приблизними оцінками, сила потоку в Nirgal Vallis становила 4800 кубічних метрів на секунду. Вода з Nirgal Vallis затримувалася в Uzboi Vallis, оскільки вал кратера Голден блокував потік. У певний момент накопичена вода прорвалась через вал кратера Голден та утворила в ньому озеро завглибшки 200–250 м. Потік води глибиною щонайменше 50 м увірвався в кратер Голден із силою, яка в 5-10 разів перевищувала силу потоку річки Міссісіпі. Тераси та наявність великих скель (розміром у десятки метрів) підтримують твердження про настільки велику силу потоку.

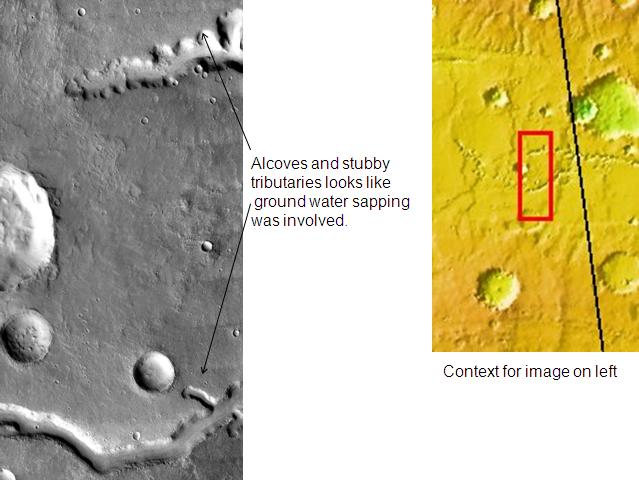
Nirgal Vallis, що простягається у двох квадранглах, має деталі, які виглядають як такі, що сформувались у результаті просочування підземних вод. Зображення виконане THEMIS.